# Barretts esofagus
Barretts esofagus är ett sjukdomstillstånd då celler i nedre delen av matstrupen omvandlas till en annan mer syratålig sort (skivepitel blir cylinderepitel), genom så kallad metaplasi. Detta sker då magsyra och galla ofta och länge felaktigt befunnit sig i matstrupen, vilket ofta ger symptom i form av sura uppstötningar och obehag bakom bröstbenet, särskilt i liggande, vid framåtböjning eller vid ökat buktryck (så kallad gastroesofageal refluxsjukdom). Reflux av magsyra och galla kan dock vara symptomlöst och ändå ge upphov till Barretts esofagus. Cellförändringarna som uppstår vid Barrets esofagus anses vara föregångaren till en viss typ av matstrupscancer (adenocarcinom). Den absoluta risken att få matstrupscancer är dock mycket låg och de flesta med Barretts esofagus dör av andra orsaker än matstrupscancer. Trots att risken för matstrupscancer är låg följer man ofta patienter med Barretts esofagus med regelbundna kontroller.
Tillståndet är uppkallat efter den brittiske thoraxkirurgen Norman Barrett (1903–1979) som beskrev tillståndet 1957.
Diagnosen ställs med gastroskopi. En bekräftande biopsi från Barrettslemhinnan visande metaplastiskt epitel är obligatorisk för diagnos i Sverige.

## Epidemiologi
En tvärsnittsstudie har estimerat prevalensen i Sverige till 1,6 procent. I selekterade högriskmaterial från USA är den estimerade prevalensen mycket högre, uppåt 25 procent. Riskfaktorer för Barretts esofagus är hög ålder, manligt kön, central fetma och symptomatisk refluxsjukdom.